# Хейз, Маргарет
Маргарет Хейз (англ. Margaret Hayes), имя при рождении Флоретт Риджина Оттенхеймер (англ.  Florette Regina Ottenheimer; 5 декабря 1916 года — 26 января 1977 года) — американская актриса кино, театра и телевидения, более всего известная по киноролям 1940—1950-х годов.
В разное время актриса также выступала под именами Мэгги Хейз (англ. Maggie  Hayes), Дэна Дейл (англ.  Dana Dale) и Дэна Эдвардс (англ.  Dana Edwards).
Среди наиболее известных фильмов с участием Хейз – «Странствия Салливана» (1941), «Диверсант» (1942), «Стеклянный ключ» (1942), «Дорогая, возьми письмо» (1942), «Они меня накрыли» (1943), «Школьные джунгли» (1955), «Жестокая суббота» (1955), «Проклятый гражданин» (1958), «Фройляйн» (1958), «Дело против Бруклина» (1958) и  «Хороший день для повешения» (1959).

## Ранние годы и начало карьеры
Маргарет Хейз, имя при рождении Флоретт Риджина Оттенхеймер, родилась 5 декабря 1916 года в Балтиморе, Мэриленд, США. Её отцом был Джек Льюис Оттенхеймер, «музыкант, театральный актёр и комик» . Во время учёбы в школе в Балтиморе она решила посвятить себя актёрской карьере и вступила в театральную труппу Emerson Cook Stock Company.
После окончания школы Хейз поступила в Университет Джонса Хопкинса, намереваясь стать медсестрой, но продолжала тяготеть к актёрской профессии. Во время учёбы вступила в театральную организацию The Barnstormers. Затем стала играть профессионально в летнем театре в Deer Lake, Пенсильвания.
В конце 1930-х годов Хейз стала работать в Нью-Йорке моделью. Под именем Дэна Дэйл она «фигурировала в лучшей рекламе сигарет, автомобилей и моды». Рекламное агентство порекомендовало сменить ей имя на Дэна Эдвардс, и она начала его использовать, но в конце концов взяла имя Маргарет Хейз (иногда – Мэгги Хейз).
В 1938-1939 годах под именем Дэна Дейл она играла в бродвейском спектакле «Яркий бунтарь», после чего довольно быстро перешла в кино .
Позднее Хейз ещё трижды возвращалась на Бродвей, сыграв в спектаклях «И жили они счастливо» (март 1945), «Маленькие женщины» (декабрь 1945 – январь 1946) и «Наступить на трещину» (октябрь 1962)

## Карьера в кинематографе
В 1940 году Хейз заключила контракт с Warner Bros, где под именем Дэна Дейл за год сыграла небольшие роли в шести фильмах, самыми значимыми среди которых были спортивно-музыкальная мелодрама «Завоевать город» (1940) с Джеймсом Кэгни и судебная драма «Человек, который слишком много говорил» (1940).
Не удовлетворённая качеством ролей, в 1941 году Хейс ушла на Paramount Pictures. Её первым фильмом на новой студии был вестерн из популярного киносериала про Хопалонга Кэссиди «В старом Колорадо» (1941) с Биллом Бойдом в главной роли. Она также сыграла небольшие роли в популярной сатирической комедии Джона Стерджеса «Странствия Салливана» (1941), в военной драме «Я хотел крылья» (1941) с Уильямом Холденом и Рэем Милландом, музыкальной комедии с Бобом Хоупом «Покупка в Луизиане» (1941) и в романтической комедии с Клодетт Кольбер «Журавль» (1941) .
В 1942 году Хейз сыграла в таких заметных фильмах, как шпионский триллер Альфреда Хичкока «Диверсант» (1942), фильм нуар «Стеклянный ключ» (1942) с Аланом Лэддом и Вероникой Лейк, комедия «Возьми письмо, дорогая» (1942) с Розалинд Расселл и Фредом Макмюрреем, а также приключенческая комедия «У дамы есть планы» (1942) с Милландом и Полетт Годдар.
Сыграв в 1943 году в двух фильмах – музыкальной комедии с Бобом Хоупом «Они меня накрыли» (1943) и в детективе «Одна опасная ночь» (1943) из киносериала про сыщика по имени Одинокий волк (его роль исполняет Уоррен Уильям) – Хейз более чем на 10 лет ушла из кинематографа.
Хейз вернулась в Голливуд в 1955 году, сыграв памятную роль испуганной школьной учительницы в драме о школе в неблагополучном районе Нью-Йорка «Школьные джунгли» (1955). Другой памятной картиной Хейз стал нуаровый триллер «Жестокая суббота» (1955), где она сыграла неверную жену главного героя фильма, владельца медного рудника в Аризоне.
В дальнейшем Хейз сыграла главные женские роли в фильмах нуар «Дело против Бруклина» (1958) и «Проклятый гражданин» (1958), драме о жизни лесорубов «Девушка в лесах» (1958) с Форестом Такером и вестерне с Фредом Макмюрреем «Хороший день для повешения» (1959). Она также сыграла заметные роли в драме «Дно бутылки» (1956), мелодраме военного времени «Фройляйн» (1958) с Мелом Феррером, а также криминальных драмах «Вест-стрит, 13» (1962) с Аланом Лэддом и Родом Стайгером и «Дом женщин» (1962), в которых сыграла свои последние роли на большом экране.

## Карьера на телевидении
На протяжении своей телевизионной карьеры, охватившей период с 1950 по 1965 год, Хейс сыграла в 132 эпизодах 56 различных телесериалов и шоу. Как отметил историк кино Хэл Эриксон, «она по-настоящему расцвела как актриса в 1950-е годы благодаря насыщенной игре на телевидении, где обычно фигурировала в титрах как Мэгги Хейз».
Одной из её памятных работ на телевидении стала главная роль в паре с Робертом Монтгомери в фильме «Свидание в Самаре» (1953) по пьесе Джона О’Хары, который вышел в рамках телепрограммы «Роберт Монтгомери представляет» (в общей сложности Хейз сыграла в 17 эпизодах этого шоу). В 1956 году она сыграла роль Доры Хэнд в трёх эпизодах сериала-вестерна «Жизнь и житие Уайатта Эрпа», в 1957-1963 годах четырежды была гостевой звездой судебного сериала «Перри Мейсон», а в 1965 году она играла постоянную роль Роксаны Рейнольдс в 43 эпизодах мыльной оперы «Пламя на ветру». Хейз также сыграла в таких популярных сериалах, как «Приключения Эллери Куина» (1950), «Театр «Армстронга»» (1950-1955), «Театр у камина» (1951), «Первая студия» (1951), «Телевизионный театр «Крафта»» (1952), «Саспенс» (1953-1954), «Письмо Лоретте» (1955), «Шайенн» (1956), «Кульминация» (1956-1958), «Театр „Дженерал Электрик“» (1957), «Театр Зейна Грэя» (1957), «Преследование» (1957), «Миллионер» (1958), «Театр Десилу «Вестингаус»» (1959), «Маркэм» (1960), «Майкл Шейн» (1961), «Сыромятная плеть» (1961), «Бонанза» (1961), «Сансет-стрип, 77» (1962), «Защитники» (1964) и «Флиппер» (1964) .

## Актёрское амплуа и оценка творчества
Маргарет Хейз была красивой брюнеткой, которая в начале карьеры добилась успеха в качестве модели в Нью-Йорке, а после непродолжительной театральной карьеры перебралась в Голливуд. Она начинала с небольших и эпизодических ролей, а позднее играла роли второго плана, часто в амплуа «другой женщины», но в полной мере в кино так и не реализовалась. Как было отмечено в некрологе в газете Tucson Daily Citizen, «наверное, более всего она известна на телевидении, сыграв более чем в 300 телешоу в эпоху, позднее названную «золотой эпохой живого телевидения».

## Последующая карьера
Как отмечено в «Нью-Йорк Таймс», у мисс Хейз была чрезвычайно разнообразная карьера. Помимо актёрской профессии она также известна как манекенщица и журналистка в сфере модной одежды, руководитель универсального магазина и, позднее, как дизайнер ювелирных изделий и владелец бутика.
В 1946 году Хейз прервала актёрскую карьеру в Голливуде, и вместе с мужем переехала в Нью-Йорк, где стала ассистентом редактора отдела мод журнала «Лайф» .
После окончательного ухода из кинобизнеса в 1962 году Хейз с успехом проявила себя в различных деловых начинаниях, от дизайна ювелирных изделий до связи с общественностью. В частности, она работала руководителем PR-отдела универмага товаров категории люкс Bergdorf Goodman на Пятой авеню Манхэттена.
Последние годы жизни Хейс провела в Палм-Бич, Флорида, где у неё был собственный бутик, кроме того, она вела программу на местном радио.

## Личная жизнь
Маргарет Хейз была замужем трижды. Её первым мужем был Чарльз Блостейн Дебаски, они поженились в 1934 году и развелись в 1939 году. В 1937 году в браке у них родилась дочь Нэн.
В 1942 году она была замужем за актёром Лейфом Эриксоном, брак с которым продлился четыре месяца и закончился разводом.
В 1946 году Хейз вышла замуж за режиссёра и продюсера телевидения Херберта Байарда Своупа, который был сыном знаменитого журналиста, трёхкратного обладателя Пулитцеровской премии Херберта Своупа. Вместе с мужем Хейз переехала в Нью-Йорк, где стала заниматься журналистикой. У пары родилось двое детей – Херберт Своуп III и Трейси Брукс Своуп (1953), которая стала актрисой. Хейз и Своуп совместно работали над несколькими телепрограммами в 1951-1953 годах. В 1973 году они развелись.

## Смерть
Маргарет Хейз умерла 26 января 1977 года в медицинском центре в Майами-Бич, Флорида, в возрасте 60 лет от рака.

## Фильмография
| Год        |    | Русское название                       | Оригинальное название             | Роль                                                                      |
| ---------- | -- | -------------------------------------- | --------------------------------- | ------------------------------------------------------------------------- |
| 1940       | ф  | Человек, который слишком много говорил | The Man Who Talked Too Much       | секретарша губернатора (в титрах указана как Дэна Дейл)                   |
| 1940       | ф  | Леди должны жить                       | Ladies Must Live                  | хористка (в титрах указана как Дэна Дейл)                                 |
| 1940       | ф  | Буксирщица Энни снова в пути           | Tugboat Annie Sails Again         | Роузи (в титрах указана как Дэна Дейл)                                    |
| 1940       | ф  | Деньги и женщина                       | Money and the Woman               | вкладчица (в титрах не указана)                                           |
| 1940       | ф  | Завоевать город                        | City for Conquest                 | Сэлли, подруга Айрин (в титрах не указана)                                |
| 1941       | ф  | В старом Колорадо                      | In Old Colorado                   | Майра Вудс                                                                |
| 1941       | ф  | Ночью 16-го января                     | The Night of January 16th         | Нэнси Уэйкфилд                                                            |
| 1941       | ф  | Странствия Салливана                   | Sullivan's Travels                | секретарша                                                                |
| 1941       | ф  | Луизианская покупка                    | Louisiana Purchase                | Луизиана Белль                                                            |
| 1941       | ф  | Генри Олдрича в президенты             | Henry Aldrich for President       | мисс Паттерсон (в титрах не указана)                                      |
| 1941       | ф  | Город Нью-Йорк                         | New York Town                     | Лола Мартин (в титрах не указана)                                         |
| 1941       | ф  | Жаворонок                              | Skylark                           | администраторша Блейка (в титрах не указана)                              |
| 1942       | ф  | У леди есть планы                      | The Lady Has Plans                | Рита Ленокс                                                               |
| 1942       | ф  | Возьми письмо, дорогая                 | Take a Letter, Darling            | Сэлли Френч                                                               |
| 1942       | ф  | Стеклянный ключ                        | The Glass Key                     | Элоиз Мэтьюз                                                              |
| 1942       | ф  | Приготовиться всем сетям               | Stand By All Networks             | Лела Крамер                                                               |
| 1942       | ф  | Скеттергуд выжил при убийстве          | Scattergood Survives a Murder     | Гейл Баркли                                                               |
| 1942       | ф  | Диверсант                              | Saboteur                          | жена Генри в кино (в титрах не указана)                                   |
| 1943       | ф  | Одна опасная ночь                      | One Dangerous Night               | Патриция Блейк Шеннон                                                     |
| 1943       | ф  | Меня накрыли                           | They Got Me Covered               | Люсиль                                                                    |
| 1946       | тф | Маленькие женщины                      | Little Women                      | Джо                                                                       |
| 1950       | с  | Телевизионный театр «Филко»            | The Philco Television Playhouse   | (1 эпизод)                                                                |
| 1950       | с  | Приключения Эллери Куина               | The Adventures of Ellery Queen    | (1 эпизод, в титрах указана как Маргарет Хейс Своуп)                      |
| 1950       | с  | Отбой                                  | Lights Out                        | Эллисон Лейн (1 эпизод)                                                   |
| 1950— 1955 | с  | Театр «Армстронга»                     | Театр Армстронга                  | (4 эпизода)                                                               |
| 1951       | с  | Театр звёздного света                  | Starlight Theatre                 | (1 эпизод)                                                                |
| 1951       | с  | Первая студия                          | Studio One                        | (1 эпизод)                                                                |
| 1951       | с  | Театр у камина                         | Fireside Theatre                  | (1 эпизод)                                                                |
| 1951       | с  | Лотерея                                | The Lottery                       |                                                                           |
| 1952       | с  | Телевизионный театр «Крафта»           | Kraft Television Theatre          | (1 эпизод)                                                                |
| 1952       | с  | Доктор                                 | The Doctor                        | Энн (1 эпизод)                                                            |
| 1952—1953  | с  | Роберт Монтгомери представляет         | Robert Montgomery Presents        | разные роли (17 эпизодов)                                                 |
| 1953—1954  | с  | Короткие короткие драмы                | Short Short Dramas                | Мэрион Даймонд (1 эпизод)                                                 |
| 1953       | с  | Театр звёзд «Шлитц»                    | Schlitz Playhouse of Stars        | Поли Мэннинг (1 эпизод)                                                   |
| 1953—1954  | с  | Театр «Кемпбелл»                       | Campbell Playhouse                | (2 эпизода)                                                               |
| 1953—1954  | с  | Саспенс                                | Саспенс                           | (2 эпизода)                                                               |
| 1954       | тф | История Рут                            | The Story of Ruth                 |                                                                           |
| 1954       | с  | Витрина продюсеров                     | Producers' Showcase               | Марта (1 эпизод)                                                          |
| 1955       | ф  | Школьные джунгли                       | Blackboard Jungle                 | Лоис Джадби Хэммонд                                                       |
| 1955       | ф  | Жестокая суббота                       | Violent Saturday                  | миссис Эмили Фейрчайлд                                                    |
| 1955       | с  | Письмо Лоретте                         | Letter to Loretta                 | разные роли (2 эпизода)                                                   |
| 1956       | ф  | Дно бутылки                            | The Bottom of the Bottle          | Лил Брекинридж                                                            |
| 1956       | с  | Зал звёзд «Шеврон»                     | Chevron Hall of Stars             | Вирджиния (1 эпизод)                                                      |
| 1956       | с  | Утренний театр                         | Matinee Theatre                   | разные роли (2 эпизода)                                                   |
| 1956       | с  | Час «Двадцатого века-Фокс»             | The 20th Century-Fox Hour         | Трейси Кинг (1 эпизод)                                                    |
| 1956       | с  | Жизнь и житие Уайатта Эрпа             | The Life and Legend of Wyatt Earp | Дора Хэнд (3 эпизода)                                                     |
| 1956       | с  | Телеграфная служба                     | Wire Service                      | Мэри Карберри (1 эпизод)                                                  |
| 1956       | с  | Шайенн                                 | Cheyenne                          | Айрис Дэннер (1 эпизод)                                                   |
| 1956—1958  | с  | Кульминация                            | Climax!                           | разные роли (2 эпизода)                                                   |
| 1957       | ф  | Любовь в жизни Омара Хайамы            | Omar Khayyam                      | Королева Зарада                                                           |
| 1957       | с  | Театр 90                               | Playhouse 90                      | Хэлли Арлингтон (1 эпизод)                                                |
| 1957       | с  | Театр «Дженерал Электрик»              | General Electric Theater          | Молли Мэлоун (1 эпизод)                                                   |
| 1957       | с  | Конфликт                               | Conflict                          | Эйлин Кэллистер (1 эпизод)                                                |
| 1957       | с  | В суде                                 | On Trial                          | миссис Энн Гастингс (1 эпизод)                                            |
| 1957       | с  | Театр Зейна Грэя                       | Zane Grey Theater                 | разные роли (2 эпизода, в титрах указана как Мэгги Хейз)                  |
| 1957       | с  | Преследование                          | Trackdown                         | Эбби Линдон (1 эпизод)                                                    |
| 1957—1963  | с  | Перри Мейсон                           | Perry Mason                       | разные роли (4 эпизода, в титрах указана как Мэгги Хейз)                  |
| 1958       | ф  | Проклятый гражданин                    | Damn Citizen                      | Дороти Гривимберг (в титрах как Мэгги Хейз)                               |
| 1958       | ф  | Девушка в лесу                         | Girl in the Woods                 | Белл Кори (в титрах как Мэгги Хейз)                                       |
| 1958       | ф  | Фройляйн                               | Fräulein                          | лейтенант Бёрди Даббин (в титрах как Мэгги Хейз)                          |
| 1958       | ф  | Дело против Бруклина                   | The Case Against Brooklyn         | Лил Поломбо, в девичестве Александер (в титрах как Мэгги Хейз)            |
| 1958       | с  | Территория Тумстон                     | Tombstone Territory               | Сэлли Уилсон (1 эпизод)                                                   |
| 1958       | с  | Мишень                                 | Target                            | (в титрах указана как Мэгги Хейз)                                         |
| 1958       | с  | Миллионер                              | The Millionaire                   | Ли Скотт (1 эпизод, в титрах указана как Мэгги Хейз)                      |
| 1958       | с  | Янси Дерринджер                        | Yancy Derringer                   | Руби (1 эпизод, в титрах указана как Мэгги Хейз)                          |
| 1959       | ф  | Город девушек                          | Girls Town                        | мать Вероника (в титрах как Мэгги Хейз)                                   |
| 1959       | ф  | Поколение битников                     | The Beat Generation               | Джойс Гринфилд (в титрах как Мэгги Хейз)                                  |
| 1959       | ф  | Хороший день для повешения             | Good Day for a Hanging            | Рут Гренджер (в титрах как Мэгги Хейз)                                    |
| 1959       | с  | Театр Десилу «Вестингаус»              | Westinghouse Desilu Playhouse     | Бет Джонс (1 эпизод, в титрах указана как Мэгги Хейз)                     |
| 1959       | с  | Театр Goodyear                         | Goodyear Theatre                  | Мьюриел Блэндингс (1 эпизод, в титрах указана как Мэгги Хейз)             |
| 1959       | с  | Бит Бурбон-стрит                       | Bourbon Street Beat               | Делла Кавано (1 эпизод, в титрах указана как Мэгги Хейз)                  |
| 1960       | тф | Роузи                                  | Rosie                             | Хелен                                                                     |
| 1960       | с  | Маркэм                                 | Markham                           | Сильвия Леннард (1 эпизод, в титрах указана как Мэгги Хейз)               |
| 1960       | с  | Детективное шоу «Шеви»                 | The Chevy Mystery Show            | Мьюриел Джирард (1 эпизод, в титрах указана как Мэгги Хейс)               |
| 1961       | с  | Майкл Шейн                             | Michael Shayne                    | Хелен Уокер (1 эпизод, в титрах указана как Мэгги Хейз)                   |
| 1961       | с  | Сыромятная плеть                       | Rawhide                           | миссис Норт (1 эпизод)                                                    |
| 1961       | с  | Бонанза                                | Bonanza                           | леди Линда Чедвик (1 эпизод)                                              |
| 1962       | ф  | Вест-стрит, 13                         | 13 West Street                    | миссис Мадлен Лэндри                                                      |
| 1962       | ф  | Дом женщин                             | House of Women                    | Зои Стафтон                                                               |
| 1962       | с  | Новое поколение                        | The New Breed                     | Ив Стейнер (2 эпизода)                                                    |
| 1962       | с  | Сансет-Стрип, 77                       | 77 Sunset Strip                   | Конни Лэнсинг (1 эпизод)                                                  |
| 1962       | с  | Золотая витрина                        | Golden Showcase                   | Леонтина (1 эпизод)                                                       |
| 1962       | с  | Цель: коррупционеры                    | Target: The Corruptors            | Эмма Лерой (1 эпизод)                                                     |
| 1962       | с  | Место для комедии                      | The Comedy Spot                   | Агнесс Кэрол (1 эпизод, в титрах указана как Мэгги Хейз)                  |
| 1964       | с  | Защитники                              | The Defenders                     | Мэгги Дейли (1 эпизод, в титрах указана как Мэгги Хейз)                   |
| 1964       | с  | Флиппер                                | Flipper                           | конгрессвумен Хелен Браунинг (2 эпизода, в титрах указана как Мэгги Хейз) |
| 1965       | с  | Пламя на ветру                         | A Flame in the Wind               | Роксана Рейнольдс (43 эпизода)                                            |